# M'qam Tolba
M'qam Tolba  (in arabo مقام الطلبة‎?) è un centro abitato e comune rurale del Marocco situato nella provincia di Khémisset, regione di Rabat-Salé-Kénitra. Conta una popolazione di 13 503 abitanti (censimento 2014).